# John Weskett

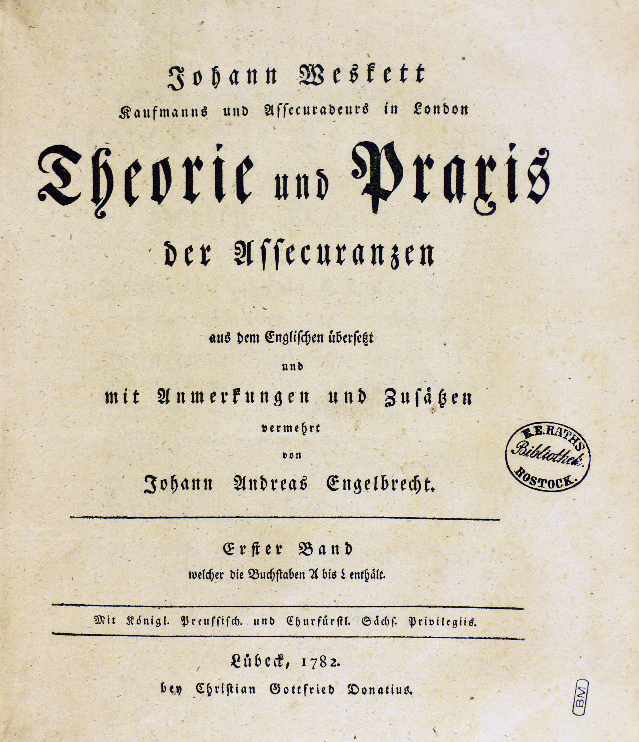
Theorie und Praxis der Assecuranzen, 1782
(Fondazione Mansutti, Milano).

John Weskett (fl. XVIII secolo) è stato un mercante e saggista inglese del XVIII secolo.

## Biografia
Weskett nacque probabilmente a Leeds. Si ritiene sia vissuto tra il 1730 e il 1800. Di professione mercante, ricoprì anche la posizione di assuntore rischi (underwriter).  Fu inoltre segretario della African Company of Merchants di Londra dal 1751 fino almeno al 1767. Risulta elencato nella Browne's General Law List, 1787–1800, suggerendo una sua formazione in ambito giuridico. 

## Opere
L'importanza di Weskett nell'ambito della storia dell'assicurazione e del diritto commerciale è associata a due suoi trattati. Uno intitolato Plan of the Chamber of Commerce, concernente l'organizzazione e le funzioni delle camere di commercio, fu pubblicato nel 1782. In esso sono delineate le modalità di risoluzione degli arbitrati e delle dispute commerciali, attraverso l'intermediazione della camera di commercio. L'opera riprende e rielabora diversi elementi delineati nelle opere di Thomas Mortimer e Malachy Postlethwayt. Lo stesso Weskett mise in pratica le sue teorie, aprendo la prima Camera di commercio di Londra, attiva tra il 1782 e il 1800.
L'altro libro, intitolato A complete digest of the theory, laws, and practice of insurance, fu pubblicato a Londra nel 1781, seguito da un'edizione definitiva nel 1783. È considerata la sua opera principale, grazie al quale egli conobbe una discreta fama. Si tratta di un dettagliato e autorevole studio relativamente alle prime codificazioni delle leggi assicurative. Nel trattato sono riportati i testi di antiche leggi marittime e relative alle assicurazioni, tra cui la Lex Rhodia, le Leggi di Oléron, le Ordinanze di Barcellona del 1484 e quelle di Firenze sulle sicurtà del 1512, che fanno dell'opera un utile repertorio normativo. Il testo contiene inoltre riferimenti e analisi del pensiero di giuristi, economisti e matematici del tempo relativi all'assicurazione. Tra questi Cantillon, Child, Cary, Postlethwayt, De Moivre. Il trattato è stato ristampato a Dublino nel 1783 e nel 1794 ed è stato tradotto in tedesco (Lubecca, 1782) da Johann Andreas Engelbrecht con il titolo Theorie und Praxis der Assekuranzen.